# Etheostoma exile
Etheostoma exile is een straalvinnige vissensoort uit de familie van echte baarzen (Percidae). De wetenschappelijke naam van de soort is voor het eerst geldig gepubliceerd in 1859 door Girard.